# ケルビム・エスコバー
- ケルビン・エスコバー
- ケルビム・エスコバル
- ケルビン・エスコバル

ケルビム・ホセ・エスコバー・ボリーバル（Kelvim Jose Escobar Bolivar, 1976年4月11日 - ）は、ベネズエラ・ラ・グアイラ州ラ・グアイラ出身の元プロ野球選手(投手)。右投右打。
アルシデス・エスコバー、エドウィン・エスコバー、ビセンテ・カンポスは従兄弟である。

## 経歴

### ブルージェイズ時代
1992年にトロント・ブルージェイズと契約し入団。
1997年は開幕を故障者リスト入りで迎えたが、5月にA級で復帰を果たし3試合登板した後AA級へ昇格。6月29日にメジャーデビューを果たし、7月13日にメジャー初セーブ記録すると以後、抑えで起用され17回のセーブ機会のうち14回でセーブを記録し、球団史上新人投手として歴代2位にランクした。
1998年は当初はリリーフとして起用されたが5月25日の時点での防御率が12.66でマイナーへ降格した。その後、8月5日にメジャーへ復帰。それ以後は先発投手として10試合に登板し、2勝2敗・防御率3.95の成績を残した。
1999年は防御率が5.69だったが規定投球回を上回り、デビッド・ウェルズの17勝に次ぐ14勝を挙げ、チーム2番目の勝数を記録した。
2000年は当初は先発ローテーションの一員で、6月21日のタイガース戦でメジャー初完封勝利を記録するも、24試合に先発登板した時点で7勝13敗・防御率5.42。8月15日以降はリリーフに回った。その後2001年まで先発・中継ぎの両役割をこなし、2002年に再び抑えに回ると自己最高の76試合に登板し、セーブを量産した。9月には11セーブ挙げビリー・コッチの球団月間セーブ記録（1999年8月）に並び、シーズン通算で球団史上歴代2位となる38セーブ（リーグ5位）を記録した。
2003年は当初はリリーフとして登板したが15試合に登板した時点で防御率は7.79。5月23日に2年ぶりに先発登板をし、以後先発投手として12勝8敗を記録した。オフに、FAとなった。

### エンゼルス時代
2003年11月24日に「ラテン系のスターを獲得したい」というアナハイム・エンゼルスへ3年総額1,875万ドルで移籍した。。
2004年以降は先発投手に定着した。
2005年には故障で登板数が自己最低に終わった。
2006年開幕前の3月に第1回WBCのベネズエラ代表に選出された。
シーズンでは、ビル・ストーンマンGMはエスコバーを高く評価し、5月に3年総額2850万ドルで契約延長した。
2007年には、18勝7敗・QS率66.7%・防御率3.40と自己最高の成績を残し、ジョン・ラッキーとともに「エースと呼ぶにふさわしい安定感」でチームを牽引した。オフには、故郷に学校を寄進するなどの慈善事業をしており、ウゴ・チャベス大統領の下で母国ベネズエラが反米に傾くことによって野球少年がMLB入りする機会が減ったりしないか心配している。
2008年3月に、右肩を故障し手術することになった。この影響で、この年は、試合に出場することはなかった。
2009年もほとんど登板することがなかった。オフに、FAとなった。

### エンゼルス退団後
2009年12月23日に、ニューヨーク・メッツと単年125万ドルで契約した。
2010年の登板はなかった。
2013年1月10日、ミルウォーキー・ブルワーズとマイナー契約を結んだ。しかし、開幕前に解雇された。

### メキシカンリーグ時代
2013年は、メキシカンリーグのタバスコ・キャトルメンでプレーした。

## 選手としての特徴
平均球速94.2mph（約151.6km/h）のフォーシームを軸に、スプリッター、チェンジアップ、スライダー、ツーシーム、さらに稀にカーブも投げる。

## 詳細情報

### 年度別投手成績
| 年 度     | 球 団     | 登 板 | 先 発 | 完 投 | 完 封 | 無 四 球 | 勝 利 | 敗 戦 | セ 丨 ブ | ホ 丨 ル ド | 勝 率 | 打 者 | 投 球 回 | 被 安 打 | 被 本 塁 打 | 与 四 球 | 敬 遠 | 与 死 球 | 奪 三 振 | 暴 投 | ボ 丨 ク | 失 点 | 自 責 点 | 防 御 率 | W H I P |
| --------- | --------- | ----- | ----- | ----- | ----- | -------- | ----- | ----- | -------- | ----------- | ----- | ----- | -------- | -------- | ----------- | -------- | ----- | -------- | -------- | ----- | -------- | ----- | -------- | -------- | ------- |
| 1997      | TOR       | 27    | 0     | 0     | 0     | 0        | 3     | 2     | 14       | --          | .600  | 139   | 31.0     | 28       | 1           | 19       | 2     | 0        | 36       | 0     | 0        | 12    | 10       | 2.90     | 1.52    |
| 1998      | TOR       | 22    | 10    | 0     | 0     | 0        | 7     | 3     | 0        | --          | .700  | 342   | 79.2     | 72       | 5           | 35       | 0     | 0        | 72       | 0     | 0        | 37    | 33       | 3.73     | 1.34    |
| 1999      | TOR       | 33    | 30    | 1     | 0     | 0        | 14    | 11    | 0        | 0           | .560  | 795   | 174.0    | 203      | 19          | 81       | 2     | 10       | 129      | 6     | 1        | 118   | 110      | 5.69     | 1.63    |
| 2000      | TOR       | 43    | 24    | 3     | 1     | 1        | 10    | 15    | 2        | 2           | .400  | 794   | 180.0    | 186      | 26          | 85       | 3     | 3        | 142      | 4     | 0        | 118   | 107      | 5.35     | 1.51    |
| 2001      | TOR       | 59    | 11    | 1     | 1     | 0        | 6     | 8     | 0        | 13          | .429  | 517   | 126.0    | 93       | 8           | 52       | 5     | 3        | 121      | 2     | 0        | 51    | 49       | 3.50     | 1.15    |
| 2002      | TOR       | 76    | 0     | 0     | 0     | 0        | 5     | 7     | 38       | 0           | .417  | 355   | 78.0     | 75       | 10          | 44       | 6     | 5        | 85       | 4     | 0        | 39    | 37       | 4.27     | 1.53    |
| 2003      | TOR       | 41    | 26    | 1     | 1     | 0        | 13    | 9     | 4        | 0           | .591  | 797   | 180.1    | 189      | 15          | 78       | 3     | 9        | 159      | 9     | 0        | 94    | 86       | 4.29     | 1.48    |
| 2004      | ANA LAA   | 33    | 33    | 0     | 0     | 0        | 11    | 12    | 0        | 0           | .478  | 878   | 208.1    | 192      | 21          | 76       | 2     | 7        | 191      | 9     | 0        | 91    | 91       | 3.93     | 1.29    |
| 2005      | ANA LAA   | 16    | 7     | 0     | 0     | 0        | 3     | 2     | 1        | 2           | .600  | 242   | 59.2     | 45       | 4           | 21       | 1     | 2        | 63       | 4     | 0        | 21    | 20       | 3.02     | 1.11    |
| 2006      | ANA LAA   | 30    | 30    | 1     | 0     | 1        | 11    | 14    | 0        | 0           | .440  | 789   | 189.1    | 192      | 17          | 50       | 2     | 4        | 147      | 7     | 0        | 93    | 76       | 3.61     | 1.28    |
| 2007      | ANA LAA   | 30    | 30    | 3     | 1     | 1        | 18    | 7     | 0        | 0           | .720  | 812   | 195.2    | 182      | 11          | 66       | 2     | 3        | 160      | 9     | 0        | 79    | 74       | 3.40     | 1.27    |
| 2009      | ANA LAA   | 1     | 1     | 0     | 0     | 0        | 0     | 1     | 0        | 0           | .000  | 23    | 5.0      | 4        | 0           | 4        | 0     | 1        | 5        | 0     | 1        | 2     | 2        | 3.60     | 1.60    |
| MLB：12年 | MLB：12年 | 411   | 202   | 10    | 4     | 3        | 101   | 91    | 59       | 17          | .526  | 6483  | 1507.0   | 1461     | 137         | 611      | 28    | 47       | 1310     | 54    | 2        | 755   | 695      | 4.15     | 1.38    |

- ANA（アナハイム・エンゼルス）は、2005年にLAA（ロサンゼルス・エンゼルス・オブ・アナハイム）に球団名を変更

### 代表歴
- 2006 ワールド・ベースボール・クラシック・ベネズエラ代表